# Elena Banfo
Elena Banfo (* 7. September 1976 in Borgosesia) ist eine italienische Alpin- und Geschwindigkeitsskifahrerin.

## Werdegang
Banfo war von 1995 bis 1998 im alpinen Skisport aktiv, danach wechselte sie zum Speedski, wo sie seit dem 9. März 2002 im Weltcup zu sehen war. Bei den Speedski-Weltmeisterschaften 2003 belegte sie den Achten Platz, 2005 den dritten Platz, 2007 und 2009 den zweiten Platz in der Speed-1-Klasse. In der Saison 2001/02, 2003/04, 2004/05, 2005/06, 2007/08, 2009/10 hat sie im Gesamtweltcup jeweils den Dritten erreicht in der Speed-1-Klasse. Bei den Speedski-Weltmeisterschaften 2011 in Verbier fuhr sie auf den Siebenten Platz in der Speed-1-Klasse.